# 앨버트 힐
앨버트 조지 힐(Albert George Hill, 1889년 3월 24일 ~ 1969년 1월 8일)은 영국의 육상 선수로 1920년 안트베르펜 올림픽 2관왕이다.
런던의 투팅 구역에서 태어나 장거리 육상 선수로 시작한 힐은 1910년 영국 AAA 선수권 대회에서 4 마일을 우승하였다. 제1차 세계 대전 중에는 육군 항공대에 복무하였다.
전쟁이 끝난 후, 중거리 육상 선수로 돌아와 샘 머서비니의 코치 아래 880 야드와 1 마일을 우승하고나서, 마일 종목의 영국 기록 4분 16.8초를 동등히 하였다.
31세의 나이인 이유로 올림픽 팀에 선발되지 못하다가 결국 뽑혔다. 안트베르펜에서 800m 결승전에 나간 힐은 미국의 얼 엘비를 꺾고 영국 기록 1분 53.4초를 세워 금메달을 획득하였다.
이틀 후에 1500m를 우승하여 중거리 육상 2관왕이 되었다. 동료 필립 노엘베이커의 도움으로 4분 01.8초와 경주를 편하게 우승하였다. 3000m 단체 경주에도 나가 은메달을 따면서 3개의 메달을 획득하였다.
1921년 AAA 선수권에서 마일 종목을 영국 기록 4분 13.8초를 세워 우승하였는 데, 세계 기록의 1.2초 밖이었고, 두 번째로 빠른 아마추어 시간이었다. 육상 경력을 마치고 코치가 되었다. 제2차 세계 대전이 끝나면서 캐나다로 이주하여 거기서 사망하였다.
2010년에는 잉글랜드 육상 명예의 전당에 헌액되었다.